# Carlos Calderón Carvajal
Carlos Enrique Calderón Carvajal (Trujillo, 3 de febrero de 1963) es abogado y político peruano. Fue miembro del Partido Aprista Peruano y ejerció como regidor de la Municipalidad de Lima desde 2007 hasta el 2010, así como regidor del distrito de San Martín de Porres en 2003 y diputado por La Libertad en el breve periodo 1990-1992. Actualmente se encuentra afiliado al partido Renovación Popular desde el 8 de noviembre del 2021.

## Biografía
Carlos Calderón nació en la ciudad de Trujillo, el 3 de febrero de 1963.
Estudió la carrera de Derecho en la Universidad Nacional Federico Villarreal donde luego se graduó como abogado en 1998. Posteriormente realizó una maestría en la Pontificia Universidad Católica del Perú en el año 2017.
Fue docente de la Universidad Privada Antenor Orrego de 2021 a 2022 y abogado en el Ministerio de Justicia (2018) y en el Ministerio del Interior (2019).

## Trayectoria política

### Diputado por La Libertad
Fue militante del Partido Aprista Peruano fundado por Víctor Raúl Haya de la Torre y se inició en la política como candidato a la Cámara de Diputados por la circunscripción electoral de La Libertad en las elecciones parlamentarias del año 1990, resultando elegido con 11,297 votos y siendo juramentado para el periodo parlamentario 1990-1995. Sin embargo, su cargo como diputado fue disuelto el 5 de abril de 1992 debido al autogolpe de estado decretado por el entonces presidente Alberto Fujimori. Calderón junto a los demás militantes apristas formaron parte de la oposición al gobierno de Fujimori.
En las elecciones de 1995, Calderón volvió a postular al Congreso de la República por el Partido Aprista Peruano, sin embargo, no resultó elegido. Posteriormente en el año 2002, Calderón fue elegido como regidor del distrito de San Martín de Porres para el lapso municipal 2003-2006.

### Regidor de Lima
En las elecciones municipales del año 2006, Carlos Calderón postuló como regidor de la Municipalidad de Lima en la lista encabezada por Benedicto Jiménez y resultó elegido, siendo juramentado por el alcalde Luis Castañeda para el periodo 2007-2010.
En el año 2010, Calderón difundió un video en donde se aprecia a César Acuña mencionar su famosa frase ‘Plata como cancha’. Ante esto, Calderón denunció a Acuña por los delitos de inducción al voto, falsedad genérica, peculado, abuso de autoridad y malversación de fondos.
En 2017, Carlos Calderón decidió renunciar al Partido Aprista Peruano tras discrepancias internas con la organización regional y posteriormente en noviembre del 2021, se afilia al partido Renovación Popular de Rafael López Aliaga para luego participar en las elecciones municipales del 2022 como candidato a la alcaldía de Trujillo, sin embargo, su candidatura terminó en el cuarto lugar de las preferencias tras el triunfo de Arturo Fernández.

## Publicaciones
- “Liderazgo a la vena” (2024)[11]